# The Innocence of Ruth
The Innocence of Ruth er en amerikansk stumfilm fra 1916 af John H. Collins.

## Medvirkende
- Edward Earle som Jimmy Carter.
- Viola Dana som Ruth Travers.
- Augustus Phillips som Mortimer Reynolds.
- Lena Davril som Edna Morris.
- T. Tamamoto som Togo